# Steve Stanko
Steve Stanko (* 5. September 1917 in Perth Amboy, New Jersey; † 31. Dezember 1978) war ein US-amerikanischer Gewichtheber und Bodybuilder.

## Werdegang
Steve Stanko wurde fast zur gleichen Zeit wie sein späterer Freund John Grimek in Pert Amboy als Sohn ungarischer Einwanderer geboren. Als Junge war er schlank und rank, schwamm, betrieb Leichtathletik und spielte Football. Zeitweise war er sogar Angehöriger des Footballteams der George-Washington-University. Als John Grimek 1936 US-amerikanischer Meister im Gewichtheben wurde, interessierte er sich ebenfalls für diese Sportart und begann mit Gewichten zu trainieren. Bei seinem ersten Wettkampf schaffte er, inzwischen zu einem stattlichen jungen Mann herangewachsen, 277,5 kg im olympischen Dreikampf. Er trainierte hart, manchmal fünfmal in der Woche. Zu damaligen Zeiten waren zwei bis dreimal Training in der Woche üblich. Die Erfolge blieben nicht aus. Binnen zwei Jahren schaffte Steve den Sprung in die amerikanische Spitzenklasse und wurde sogar noch im gleichen Jahr Vizeweltmeister in Wien. Eine unwahrscheinlich rasante Karriere. 1941 erreichte er als erster Gewichtheber der Welt 1000 lbs. (engl. Pfund), das sind 454 kg. Infolge des Krieges blieben ihm weitere große internationale Erfolge versagt, zählte aber um 1940 zusammen mit Josef Manger und John Davis zu den besten Schwergewichtsheber der Welt.
1941 wurde Steve zur US-Army eingezogen, überlebte den Krieg unversehrt. 1944 wurde er entlassen und startete eine neue Karriere als Bodybuilder, trotz der sich immer stärker zeigenden Krankheit Phlebitis. Auch in dieser Sportart blieben ihm die Erfolge nicht versagt. Er wurde u. a. „Mr. America“ und „Mr. Universe“.
Am 31. Dezember 1978 starb Steve Stanko nach langer Krankheit.

## Karriere als Gewichtheber
- 1938, 1. Platz, USA-Meisterschaft (AAU) der Junioren, S, mit 377,5 kg;
- 1938, 1. Platz, USA-Meisterschaft (AAU), S, mit 387,5 kg, vor Bill Good, 385 kg;
- 1938, 1. Platz, Nordamerik. Meisterschaft in Toronto, S, mit 387,5 kg, vor Louis Abele, USA, 365 kg;
- 1938, 2. Platz, Weltmeisterschaft in Wien, S, mit 397,5 kg, hinter Josef Manger, Deutschland, 410 kg und vor Arnold Luhaäär, Estland, 390 kg;
- 1939, 1. Platz, USA-Meisterschaft (AAU), S, mit 407,5 kg, vor Abele, 397,5 kg;
- 1939, 1. Platz, Nordamerik. Meisterschaft in Toronto, S, mit 412,5 kg, vor Gordon Venables, USA, 337,5 kg;
- 1940, 1. Platz, Mittel-Atlantic-Meistersch., S, mit 432,5 kg, vor John Davis (Gewichtheber), 427,5 kg;
- 1940, 1. Platz, USA-Meisterschaft, (AAU), S, mit 432,5 kg, vor Abele, 415 kg und John Grimek, 390 kg;
- 1940, 1. Platz, Nordamerik. Meisterschaft in Toronto, S, mit 420 kg;
- 1941, 1. Platz, Mittel-Atlantic-Meistersch., S, mit 454 kg (1.000 lbs.), vor Abele, 442,5 kg, die Einzelleistungen waren Drücken 140 kg, Reißen 140 kg, Stoßen 174 kg;
- 1941, 3. Platz, USA-Meistersch. (AAU), S, mit 440 kg, hinter John Davis, 457,5 kg und Abele, 442,5 kg (einen Tag vor der Meisterschaft hatte Steve den Einberufungsbescheid erhalten und war entsprechen demotiviert)

### Länderkämpfe USA – Deutschland
- 20. Juni 1938 in Baltimore: Stanko 385 kg : Manger 430 kg,
- 25. Juni 1938 in New York: Stanko 385 kg : Manger 430 kg,
- 30. Oktober 1938 in München: Stanko 400 kg : Manger 417,5 kg,
- 1. November 1938 in Essen: Stanko 395 kg : Manger 420 kg

Bei der Veranstaltung in Baltimore stieß Josef Manger 182,5 kg in die Höhe, nachdem er das Gewicht mit fremder Hilfe umgesetzt hatte.

### Rekorde
Während seiner kurzen Laufbahn erzielte Steve Stanko 7 Weltrekorde und 14 US-amerikanische Rekorde.

## Karriere als Bodybuilder
- 1944 „Mr. Mittel-Atlantic“ in York, Pennsylvania;
- 1944 „Mr. America-Junior“ (AAU), vor Dan Lurie und Bill Barad;
- 1944 „Mr. America“ (AAU), vor Gene Jantzen und Marvin Urvant;
- 1946 „American Most Muscular Physique“, vor Joe Lausiano und Marshall Greniuk;
- 1947 Klassensieger „Mr. Universe“ (F.U.I.), vor John Farbotnik, Eric Pedersen und George Eiferman, in der Gesamtwertung Zweiter hinter John Grimek und vor Sam Loprinzi und Kim Voyages.